# Malaysische Badmintonnationalmannschaft
Die malaysische Badmintonnationalmannschaft ist das Nationalteam des Staates Malaysia im Badminton. Die Mannschaft tritt als reines Männerteam (Thomas Cup), reines Frauenteam (Uber Cup) oder als gemischte Mannschaft (Sudirman Cup) auf.

## Teilnahmen an internationalen Großveranstaltungen
| Thomas Cup - 1949 – Sieger - 1952 – Sieger - 1955 – Sieger - 1958 – Finalist - 1967 – Sieger - 1970 – Finalist - 1976 – Finalist - 1986 – 3. Platz - 1988 – Finalist - 1990 – Finalist - 1992 – Sieger - 1994 – Finalist - 1998 – Finalist - 2002 – Finalist - 2006 – Halbfinalist - 2008 – Halbfinalist - 2010 – Halbfinalist | Uber Cup - 2004 – Viertelfinalist - 2008 – Viertelfinalist - 2010 – Viertelfinalist | Sudirman Cup - 2001 – 11. - 2005 – 9. - 2007 – 6. - 2009 – Halbfinalist - 2011 – Viertelfinalist |

## Bekannte Spieler und Spielerinnen
| Herren - Lee Chong Wei - Wong Choong Hann - Muhammad Hafiz Hashim - Arif Abdul Latif - Choong Tan Fook - Lee Wan Wah - Koo Kien Keat - Tan Boon Heong - Fairuzizuan Tazari - Zakry Abdul Latif - Law Teik Hock | Damen - Wong Mew Choo - Julia Wong Pei Xian - Lydia Cheah Li Ya - Tee Jing Yi - Chin Eei Hui - Wong Pei Tty - Lim Pek Siah - Ng Hui Lin - Chong Sook Chin - Woon Khe Wei |